# コンチェ
コンチェ（英: Conche）は、チョコレート製造の際にココアバターを均一に行き渡らせる作業（コンチング）を行うための撹拌機。この作業は、チョコレートの粒子を滑らかにしたり、摩擦熱およびその放出によりチョコレート独特の風味を出したりする役割も果たしているとされている。コンチェには様々なデザインのものがある。コンチェの名前は初期に用いられていた巻き貝（conch、コンチ）の貝殻に似た船の形に由来する。
チョコレートの原材料はコンチェにより時には78時間も掛けて撹拌されることもあり、特有のマイルドで豊かな味が生み出される。
コンチェは1879年にベルン（スイス）のロドルフ・リンツにより発明された。かつてのチョコレートはざらざらした砂のような食感であまり人気がなかったが、コンチェによりチョコレートの香りや口溶けという特徴が生まれた。逸話によるとコンチェはリンツが間違えてチョコレートを一晩中ミキサーに掛けたままにしてしまったことがきっかけで誕生したとされる。リンツは当初はエネルギーの無駄遣いと機械の消耗に取り乱していたものの、間もなく画期的なことを発見したことに気付いたという。